# Over My Heart
Over My Heart è il settimo ed ultimo album in studio della cantante statunitense Laura Branigan, pubblicato nel 1993.

## Tracce
1. How Can I Help You to Say Goodbye (Karen Taylor-Good, Burton Collins) – 4:29
2. The Sweet Hello, the Sad Goodbye (Per Gessle) – 5:07
3. Over My Heart (Eric Martin, Andre Pessis) – 4:24
4. It's Been Hard Enough Getting Over You (Michael Bolton, Doug James) – 3:41
5. Is There Anybody Here But Me (Kevin Wells, Pessis) – 4:51
6. Love Your Girl (Gloria Estefan, Jorge Casas, Clay Ostwald) – 4:34
7. Didn't We Almost Win It All (Laura Branigan, Brian BecVar) – 5:09
8. Only Time Will Tell (Wells, Pessis) – 4:25
9. I'll Wait for You (Laura Branigan, Wells) – 4:40
10. Mujer Contra Mujer (José María Cano) – 5:07
11. Over You (Laura Branigan, Billy Branigan) – 5:20
12. Mangwane (The Wedding Song) (tradizionale) – 4:02